# Socialisme utòpic
El socialisme utòpic o socialisme premodern és un concepte vague i ambigu, dins el qual s'inclouen tot un seguit de propostes, des de protoanarquistes fins a liberals. El diccionari de la GEC el descriu com la «fase inicial de l'evolució del pensament i de l'acció socialistes, caracteritzada per la crítica de les estructures i relacions socials vigents i la descripció teòrica d'un futur sistema social "perfecte", harmònic i basat en la igualtat de tots els homes».
El terme "socialisme" apareix a França i Anglaterra a la dècada de 1830 de forma més o menys simultània, però el seu contingut no està gaire definit. Tota aquesta primera meitat del segle xix veurà sorgir un gran nombre de doctrines de reforma social que difereixen radicalment de les utopies renaixentistes i les efusions sentimentals de la Il·lustració, fonamentalment perquè els nous autors es troben amb un fet que els seus predecessors no havien pogut imaginar: les conseqüències socials de la revolució industrial.

## Els primers moviments
Les primeres denúncies serioses de la situació vindran del moviment luddita, en referència al líder Ned Ludd. Es tracta d'un moviment violent i poc organitzat que denuncia el maquinisme, ja que veu les màquines com les culpables del progressiu deteriorament de la situació dels treballadors. El 1815 hi va haver una gran explosió luddita a Anglaterra, amb la destrucció de màquines per tot el país.
El 1819 Sismondi va criticar des d'una òptica pessimista i reaccionària els efectes de la revolució industrial, car considerava que la lliure concurrència (la possibilitat que tothom accedeixi amb les mateixes condicions al mercat) no produïa l'harmonia dels interessos i la igualtat de les condicions, sinó la concentració progressiva de les fortunes. D'aquesta concentració se'n derivarien les crisis de sobreproducció i, en comptes de millorar la situació dels obrers mitjançant la gran indústria, l'empitjorava.
En certa manera els governs britànics li donaven la raó amb les seves legislacions, especialment amb la reforma electoral del 1832 que va reduir considerablement el cens de votants, i amb la llei d'indigents del 1834 i d'altres sobre el mateix col·lectiu que a la pràctica donaven mà d'obra semiesclava i molt barata als fabricants.

## Característiques del socialisme utòpic
Molt influït per la Il·lustració, l'utopisme té una visió positiva de la Història i de l'home, que és considerat bo per naturalesa. Per això posa de manifest les contradiccions entre la justícia social a la que se suposa que el liberalisme aspirava i la realitat. A diferència del pensament de Marx, però, els utopistes no tenen en compte el paper de la lluita de classes en la història, la qual cosa es tradueix en què és un moviment elitista, allunyat de les masses obreres.

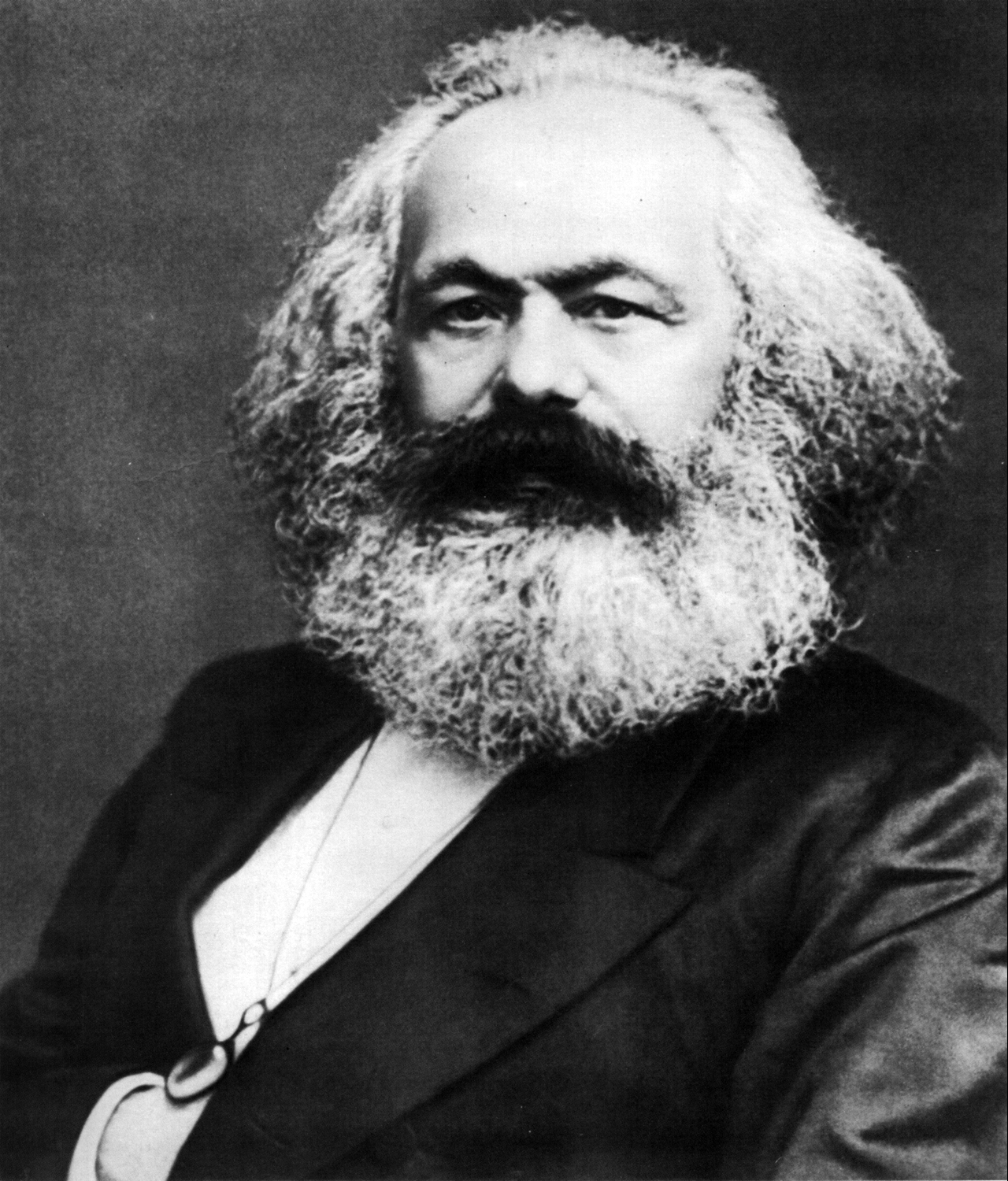
Karl Marx

## Tendències del socialisme utòpic

### El socialisme productivista

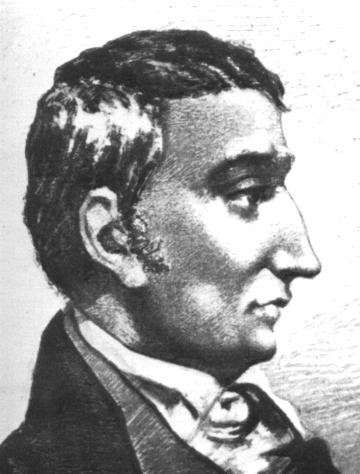
Henri de Saint-Simon

Saint-Simon, juntament amb Louis Blanc, és el seu màxim representant. Molt influenciat per l'Enciclopèdia i el cientifisme, així com per la Nova Atlàntida de Francis Bacon, creu que el poder deu estar en mans dels científics i els industrials. Encara que no admet classes socials, distingeix entre els "productors", és a dir, els industrials, i els "ociosos", donant un valor suprem al treball. Gran defensor de l'intervencionisme de l'Estat per promoure el canvi, proposa abolir el dret d'herència i nacionalitzar els mitjans de producció. Creu que les elits són bones, i que només cal que es mantinguin fidels al cristianisme en la seva vessant més humanista per assegurar el bé social.
Louis Blanc, en canvi, representa la revolució des del poder. Durant l'onada revolucionària de 1848 va fundar els Tallers nacionals, a mig camí entre una cooperativa i un sindicat, que eren un reflex de la seva principal aportació teòrica: que el treball és un dret i, com a tal, s'ha de garantir. La seva ideologia està condensada en el seu assaig L'organització del treball, de 1839, on afirma que la pressió de la competència és la causa de tots els mals que pateix la societat.

### El socialisme associacionista
Aquest tipus no volia millorar el model social existent, sinó establir-ne un de nou a partir de noves formes d'associació comunal.

#### Robert Owen

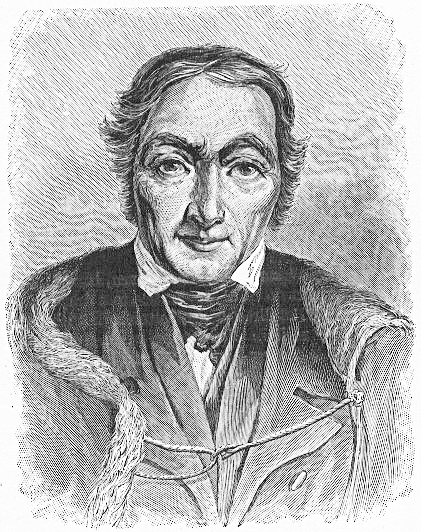
Robert Owen

Un dels més coneguts defensors és el gal·lès Robert Owen, molt interessat en la moral, car considerava que només a través de la formació integral, física i moral dels homes i les dones se'ls podria fer que actuessin racionalment, l'única forma en què es podria aconseguir la nova societat. La seva ideologia es basa en quatre puntals:
- Filantropia patronal. Ell mateix la va practicar a la seva fàbrica, construint escoles i habitatges dignes pels seus treballadors, apujant els sous i reduint la jornada, etcètera.
- Recurs a l'Estat. Les lleis han d'apuntar el camí a seguir, per exemple establint les condicions del treball infantil.
- Comunisme agrari. L'objectiu final és una societat on la indústria queda diluïda en l'agricultura i la propietat és col·lectiva.
- Socialisme mutualista i cooperatiu. La mesura del valor és el treball, no els diners ni l'oferta ni la demanda. Arribà a proposar l'establiment d'un banc on s'intercanviessin bons de treball.

Com es veu és una doctrina fàcilment assimilable per la burgesia, atès que el gruix del pensament d'Owen és una mescla d'utilitarisme i idealisme poc definit. A més a més, la idea que la reforma social és assolible amb independència de la lluita política i la presa del poder també interessava a la burgesia.
Owen va arribar a repartir accions de la seva fàbrica entre els seus treballadors, motiu pel qual ha estat presentat sovint com un el pare del cooperativisme, però de fet en va repartir només el 49% de les accions, de manera que el control efectiu de l'empresa va continuar en mans seves, i s'ha demostrat que abans d'un any la majoria dels seus treballadors s'havien venut les seves accions per poder viure.
Va fundar dues viles seguint els seus plantejaments: New Harmony als Estats Units d'Amèrica i New Lanark a Escòcia.

#### Charles Fourier

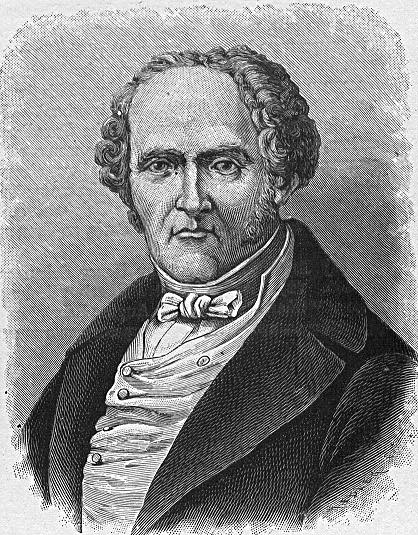
Charles Fourier

Charles Fourier és un altre dels pares del cooperativisme i un dels autors que han fet una crítica més satírica del capitalisme. Va fundar el moviment conegut com a Fourierisme.
El seu model de reforma social es basa en unes comunes anomenades falansteri, societats tancades d'unes 1600 persones que assumeixen totes les funcions socials. Per evitar l'especialització les diferents funcions van tornant-se entre els individus. Però Fourier respecta el dret a l'herència i considera com naturals la riquesa i la pobresa. Això, unit a la seva desconfiança vers l'Estat, va fer que no fos vist amb mals ulls per molts liberals.
Inspirats en les seves idees colons francesos, belgues i suïssos van fundar La Reunión el 1855 a Texas. El fundador va ser Victor Considérant, que havia estat un membre actiu del moviment Fourier a Lió, i que va ser expulsat de França. Després de vosotar els terrenys va tornar a Europa a buscar colons, aconseguint-ne uns 400. Cap al 1860 l'experiment ja havia fracassat, molts colons van marxar, i la colònia va acabar sent absorbida per Dallas.
També als Estats Units, el reverend George Ripley i la seva esposa Sofia van fundar Brook Farm a Massachusetts, molt a prop de Boston, el 1841. Es tractava d'una granja orientada exclusivament cap a l'agricultura. S'hi va construir un enorme edifici, anomenat falansteri, però quan el 1846 s'hi va calar foc les esperances dels habitants de Book Farm es van enfonsar, i l'any següent es va tancar.

#### Étienne Cabet
Étienne Cabet anà escorant-se cap a l'esquerra conforme les experiències l'anaven decebent. Així, recolzà la revolució de 1830, però després criticà fortament la monarquia orleanista per la seva repressió dels obrers.
La seva obra més important és Viatge a Icària, publicada el 1842 i que planteja un futur comunista. Tingué una àmplia difusió per tot el continent i força influència. Les seves idees no eren especialment interessants ni innovadores, però el fet de ser un gran pamfletista li donà més importància. Intentà dur a terme les seves idees en diferents llocs, començant per Texas, on va comprar terres, però fracassà sempre. La seva idea més important potser va ser la d'eliminar els diners juntament amb la propietat privada.
El 1852 un grup de francesos van fundar Corning (Iowa), tot i que no van tenir reconeixement legal com a ciutat fins al 1860. Als anys 60 precisament hi va haver una escissió entre els tradicionalistes i els progressistes, enfrontats pel dret a vot de les dones, i finalment els progressistes van marxar i van muntar un nou assentament a uns 5 kilòmetres a l'est. Oficialment es van dissoldre el 1878, però algunes famílies van continuar vivint segons els principis icarians fins al 1898.

#### Pierre Proudhon

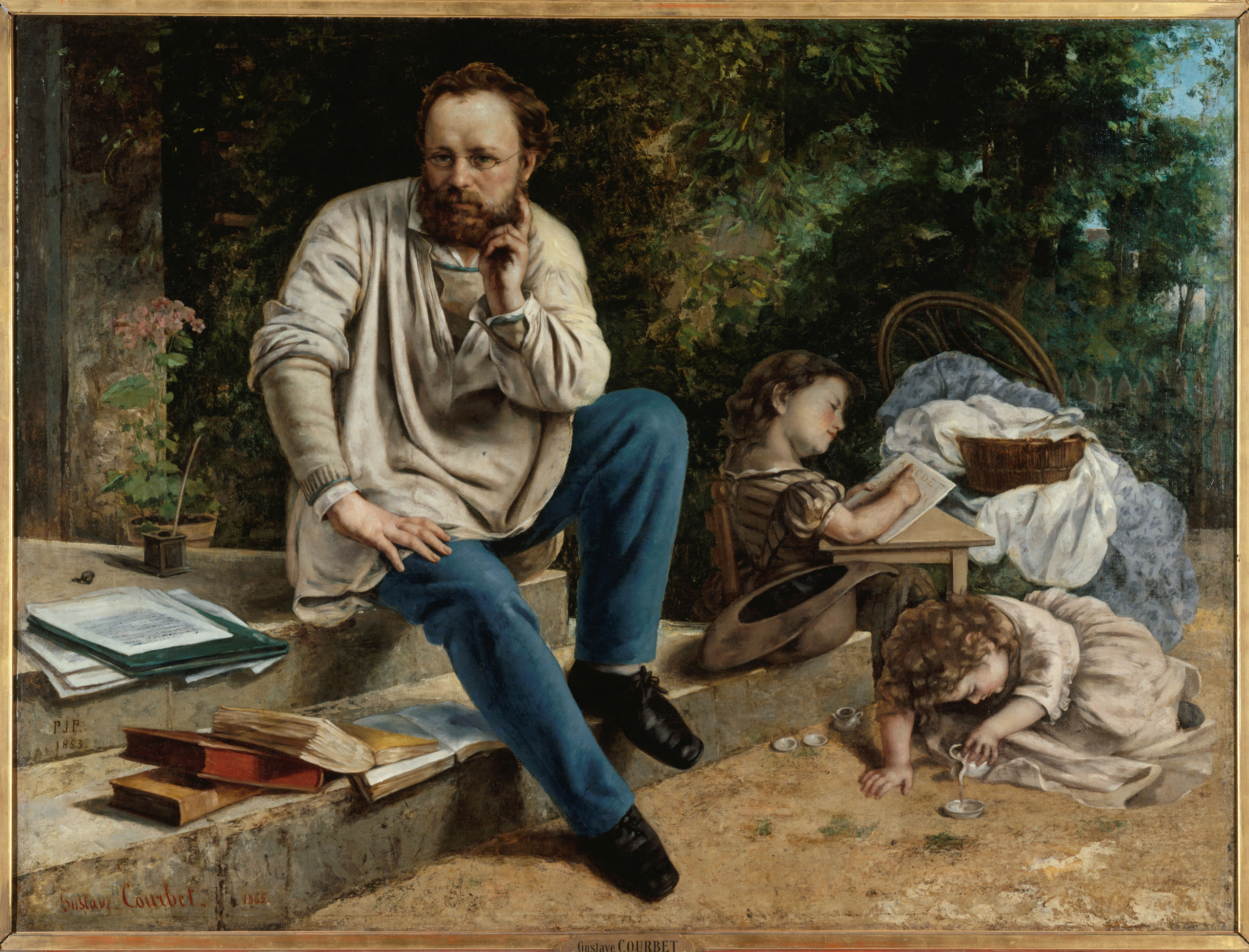
Proudhon segons Gustave Courbet (1865)

Pierre-Joseph Proudhon és considerat com el pare de l'anarquisme. Desconfiava de la democràcia parlamentària i de l'Estat, i va criticar durament el sufragi universal, la burocràcia i la centralització. La seva frase més coneguda, "La propietat és un robatori", resumeix molt bé el seu pensament. El seu ideal era una societat anàrquica on no hi hauria un poder polític, sinó lliures acords entre treballadors, que s'unirien en una confederació autogestionària. Aquesta idea és cosa que fa que se'l consideri a vegades com un utopista, però és una consideració posada en qüestió per alguns autors. així, G. D. H. Cole arriba a postular la substitució del terme socialisme utòpic pel de precursors del socialisme, categoria on entrarien Proudhon i el mateix Marx. Altres autors, però, com J. Serrallonga, no accepten aquest terme perquè creuen que considerar Marx un precursor és absurd, però sí que desvinculen Proudhon de l'utopisme i el classifiquen amb els anarquistes.
Proudhon va conèixer a Marx i a Mikhaïl Bakunin, i es van influir recíprocament. De fet, Proudhon havia estat el primer a parlar del socialisme com a ciència, en el seu llibre de 1840 Què és la propietat?, i Proudhon i Marx van ser amics fins que aquest va escriure, en resposta a La filosofia de la pobresa, La pobresa de la filosofia. Però també amb Bakunin va tenir enfrontaments, ja que considerava, a diferència del rus, que la revolució social es podia aconseguir per mitjans pacífics.

## El socialisme actiu
Hi va haver també una sèrie de socialistes utòpics que, en comptes de teòrics més o menys aïllats de la realitat, van ser una mena de "revolucionaris professionals".
Louis Auguste Blanqui va organitzar el moviment estudiantil parisenc i va estar implicat en tots els moviments revolucionaris d'importància que es van viure a França al XIX, especialment a la Comuna de París de 1871, fins al punt que es pot distingir un corrent revolucionari que en pren el nom: el blanquisme. La seva principal aportació fou la idea de la lluita armada i la insurrecció com a armes polítiques.
L'àvia de Paul Gauguin, Flora Tristán, és una de les fundadores del feminisme, hereva del pensament de Mary Wollstonecraft, però donà al seu pensament un tint de classe social que fa que el feminisme marxista sorgeixi directament d'ella. La seva aportació més important, però, va ser la idea de crear una internacional de treballadors, recolzant-se en els sindicats, llavor de la que sortirà l'internacionalisme proletari.